# Чемпіонат світу з трекових велоперегонів 2015 — гіт на 1 км (чоловіки)
Змагання з гіту на 1 км серед чоловіків на Чемпіонаті світу з трекових велоперегонів 2015 відбулись 20 лютого.

## Результати
Заїзд розпочавсь о 19:00.
| Місце | Ім'я                         | Країна          | Час      | Примітки |
| ----- | ---------------------------- | --------------- | -------- | -------- |
| 1     | Франсуа Перві                | Франція         | 1:00.207 |          |
| 2     | Йоахім Айлерс                | Німеччина       | 1:00.294 |          |
| 3     | Мет Арчібальд                | Нова Зеландія   | 1:00.470 |          |
| 4     | Квентін Лафарг               | Франція         | 1:00.648 |          |
| 5     | Фабіан Ернандо Пуерта Сапата | Колумбія        | 1:00.907 |          |
| 6     | Мікаель Д'Алмейда            | Франція         | 1:01.036 |          |
| 7     | Каллем Скіннер               | Велика Британія | 1:01.071 |          |
| 8     | Ім Чхе Пін                   | Південна Корея  | 1:01.103 |          |
| 9     | Саймон ван Велтувен          | Нова Зеландія   | 1:01.157 |          |
| 10    | Каміль Кучинський            | Польща          | 1:01.583 |          |
| 11    | Ерік Енглер                  | Німеччина       | 1:01.653 |          |
| 12    | Кіан Емаді                   | Велика Британія | 1:01.736 |          |
| 13    | Франческо Чечі               | Італія          | 1:01.924 |          |
| 14    | Робін Вагнер                 | Чехія           | 1:01.976 |          |
| 15    | Андерсон Парра               | Колумбія        | 1:02.126 |          |
| 16    | Уго Хаак                     | Нідерланди      | 1:02.230 |          |
| 17    | Томас Бабек                  | Чехія           | 1:02.771 |          |
| 18    | У Лок Чун                    | Гонконг         | 1:04.043 |          |
| 19    | Юджин Соул                   | ПАР             | 1:08.422 |          |
|       | Хосе Морено                  | Іспанія         | DNS      |          |